# Loboscelidia
Loboscelidia (лат.) — род ос-блестянок из подсемейства Loboscelidiinae. Около 50 видов.

## Распространение
Южная и Юго-Восточная Азия. Австралия.

## Описание
Мелкие (2—4 мм) осоподобные перепончатокрылые насекомые коричневого цвета. Аберрантная и сильно модифицированная группа ос, совершенно непохожая на других блестянок. Внешне скорее напоминают представителей семейства наездников Diapriidae. Усики длинные, прикрепляются горизонтально на носовом фронтальном выступе. Голова сзади переходит в шееподобный выступ, покрытый щетинками. Тегулы очень крупные, покрывают основания крыльев. В передних крыльях отсутствуют стигма, костальная и субкостальная жилки. Имеют явно выраженный половой диморфизм: усики самцов тонкие и длинные, метасома из 5 видимых сегментов, а у самок усики широкие и более короткие, брюшко 4-сегментное. Паразитоиды, в качестве хозяев используют яйца палочников (Phasmatodea).

## Систематика
Около 50 видов. Род Loboscelidia имеет длинную таксономическую истории. Первоначально Вествуд (Westwood 1874) описал род Loboscelidia в качестве диаприид (в надсемействе Proctotrupoidea). Эшмид (Ashmead 1902) перенёс их в семейство орехотворок Figitidae (в надсемействе Cynipoidea). Маа и Яшимомто (Maa and Yoshimoto 1961) позднее выделили род Loboscelidia в своё отдельное семейство, Loboscelidiidae (в надсемействе бетилоидных ос Bethyloidea). И, наконец окончательное на сегодня, систематическое положение установилось после детального анализа морфологии метасомы, проведённого Деем в 1970-е годы (Day 1978) — в составе Chrysididae (в надсемействе Chrysidoidea)
.
- Loboscelidia antennata Fouts 1922 — Индонезия[6]
- Loboscelidia asiana Kimsey 1988 — Вьетнам[7]
- Loboscelidia atra Krombein 1983 — Шри-Ланка[8]
- Loboscelidia australis Kimsey, 1988 — Австралия[7]
- Loboscelidia bachmaensis Hisasue et al., 2023 — Вьетнам[1]
- Loboscelidia bakeri Fouts 1922 — Борнео
- Loboscelidia barbata Hisasue et al., 2023 — Вьетнам[1]
- Loboscelidia cervix Maa and Yoshimoto 1961[5]
- Loboscelidia cilia Hisasue et al., 2023 — Вьетнам[1]
- Loboscelidia cinnamonea Kimsey, 2012 — Борнео[2]
- Loboscelidia castanea Krombein 1983 — Шри-Ланка[8]
- Loboscelidia convexa Hisasue et al., 2023 — Вьетнам[1]
- Loboscelidia cucphuongensis Hisasue et al., 2023 — Вьетнам[1]
- Loboscelidia cuneata Hisasue et al., 2023 — Вьетнам[1]
- Loboscelidia defecta Kieffer, 1916 — Вьетнам[1]
- Loboscelidia do Hisasue et al., 2023 — Вьетнам[1]
- Loboscelidia flavipes Hisasue et al., 2023 — Вьетнам[1]
- Loboscelidia fulgens Kimsey, 2012 — Вьетнам[2]
- Loboscelidia fulva Kimsey, 2012 — Таиланд[2]
- Loboscelidia glabra Hisasue et al., 2023 — Вьетнам[1]
- Loboscelidia guangxiensis Xu et al. 2006 — Китай[9]
- Loboscelidia halimunensis Kojima, 2003 — Индонезия[10]
- Loboscelidia incompleta Kimsey, 2012 — Индия[2]
- Loboscelidia indica Kimsey 1988 — Индия[7]
- Loboscelidia kafae Kimsey, 2012 — Борнео[2]
- Loboscelidia komedai Hisasue et al., 2023 — Вьетнам[1]
- Loboscelidia laminata Kimsey, 2012 — Вьетнам[2]
- Loboscelidia laotiana Kimsey, 1988 — Вьетнам[1]
- Loboscelidia levigata Yao et al. 2010 — Китай[11]
- Loboscelidia longivena Li & Xu, 2017 — Китай[12]
- Loboscelidia maai (Lin, 1964) — Тайвань[13]
  - (=Scelidoloba maai Lin 1964)
- Loboscelidia maculata Kimsey, 1988 — Австралия[7]
- Loboscelidia mediata Hisasue et al., 2023 — Вьетнам[1]
- Loboscelidia meifungae Kimsey, 2012 — Борнео[2]
- Loboscelidia nasiformis Kimsey, 2012 — Таиланд[2]
- Loboscelidia nigricephala Kimsey, 1988 — Австралия[7]
- Loboscelidia nitidula Kimsey, 2012 — Таиланд[2]
- Loboscelidia ora Kimsey, 1988 — Австралия[7]
- Loboscelidia parallela Hisasue et al., 2023 — Вьетнам[1]
- Loboscelidia pecki Kimsey, 2012 — Вьетнам[2]
- Loboscelidia piriformis Hisasue et al., 2023 — Вьетнам[1]
- Loboscelidia reducta Maa and Yoshimoto 1961 — Вьетнам[5]
- Loboscelidia rufescens Westwood 1874 — Индонезия
- Loboscelidia sisik Kimsey, 2012 — Борнео[2]
- Loboscelidia squamosa Hisasue et al., 2023 — Вьетнам[1]
- Loboscelidia vang Hisasue et al., 2023 — Вьетнам[1]
- Loboscelidia vietnamensis Hisasue et al., 2023 — Вьетнам[1]
- Другие виды